# 天主教安蒂戈尼什教區
天主教安蒂戈尼什教區（拉丁語：Dioecesis Antigonicensis）是加拿大一個天主教教區，位於新斯科舍東北部，包括布雷頓角島。教區屬哈利法克斯-雅茅斯總教區，2004年時教友有129,905人、123個堂區和127名司鐸。現任教區主教為韋恩·若瑟·柯克帕特里克。
貝恩·若瑟·鄧恩於2009年接替了因被控收藏兒童色情物品而辭職的雷蒙·萊希。
1844年9月22日自哈利法克斯教區析出，原來的教座設於亞力夏特。1886年遷至安蒂戈尼什。